# Neukirchen (Erzgebirgskreis)
Neukirchen é um município da Alemanha localizado no distrito de Erzgebirgskreis, região administrativa de Chemnitz, estado da Saxônia.